# Лёкшор (приток Мезени)
Лёкшор — река в России, протекает в Республике Коми. Устье реки находится в 566 км по левому берегу реки Мезени. Длина реки составляет 13 км.

## Данные водного реестра
По данным государственного водного реестра России относится к Двинско-Печорскому бассейновому округу, водохозяйственный участок реки — Мезень от истока до водомерного поста у деревни Малонисогорская. Речной бассейн реки — Мезень.
Код объекта в государственном водном реестре — 03030000112103000044213.